# Blitum litwinowii
Blitum litwinowii är en amarantväxtart som först beskrevs av Ove Wilhelm Paulsen, och fick sitt nu gällande namn av S. Fuentes, Uotila och Borsch. Blitum litwinowii ingår i släktet Blitum och familjen amarantväxter. Inga underarter finns listade i Catalogue of Life.